# Chichicastenango
Chichicastenango je město v departamentu El Quiché v centrální Guatemale asi 70 kilometrů vzdušnou čarou severozápadně od hlavního města Ciudad de Guatemala. Rozkládá se v nadmořské výšce 1 965 m a žije zde přes 100 000 obyvatel převážně indiánského původu (95 % tvoří Mayové Quiché). Město je významným turistickým bodem, známé je především místní tržiště s produkty místních výrobců a zemědělců.